# STS-69
STS-69 — космічний політ шатла «Індевор» за програмою «Спейс Шаттл», який пройшов з 7 по 18 вересня 1995 року.

## Екіпаж
- Девід Вокер, англ. David M. Walker), командир екіпажу[2]
- Кеннет Кокрелл (англ. Kenneth D. Cockrell), пілот[2]
- Джеймс Восс, (англ. James S. Voss), фахівець польоту 1[2]
- Джеймс Ньюман (англ. James H. Newman), фахівець польоту 2[2]
- Майкл Гернхардт (англ. Michael L. Gernhardt), фахівець польоту 3[2]

## Виходи в космос
EVA 1 — Восс і Гернхардт
- Початок: 16 вересня 1995 — 08:20 UTC
- Кінець: 16 вересня 1995 — 15:06 UTC
- Тривалість: 6 годин, 46 хвилин

## Галерея

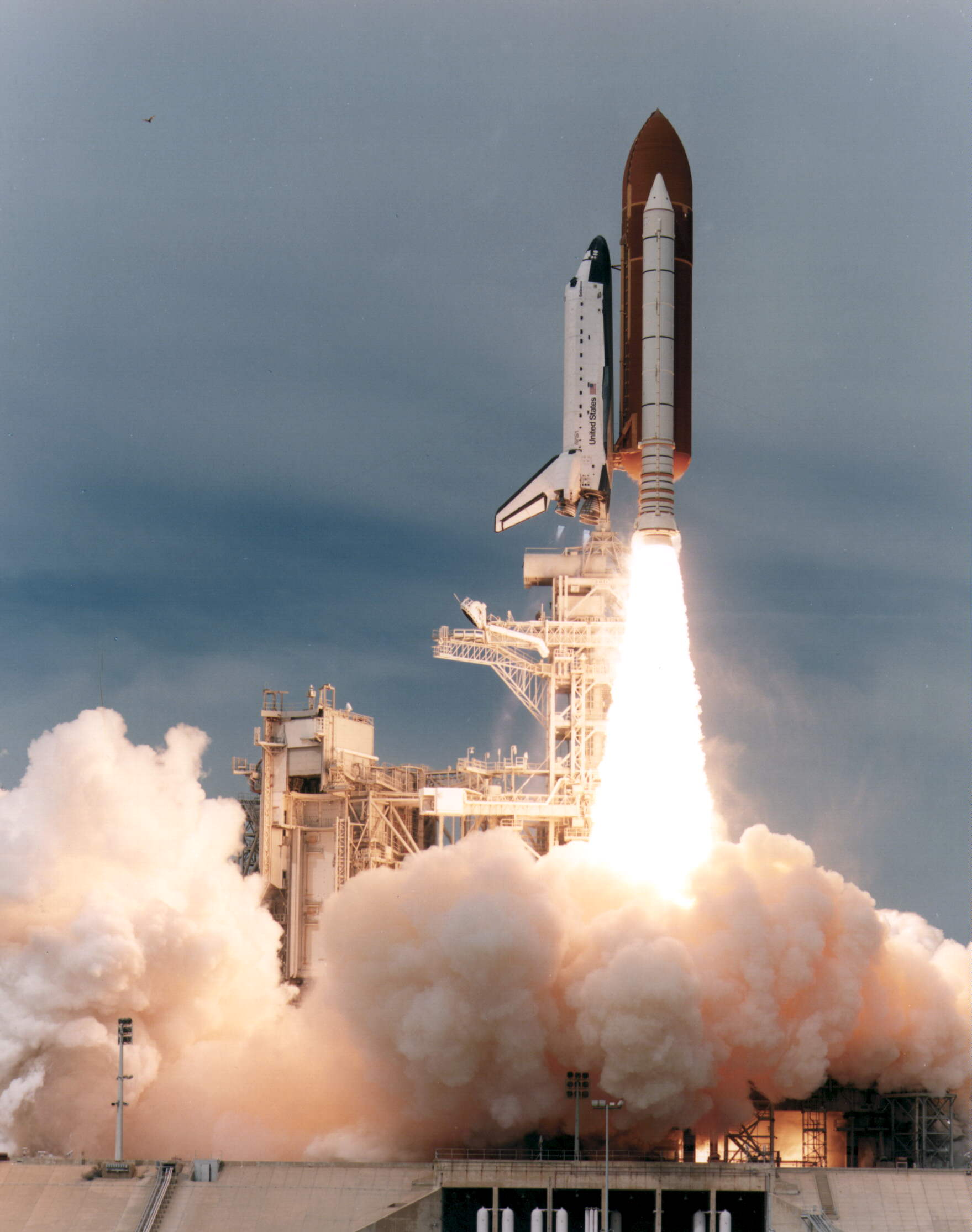
Зліт шатла «Індевор» місії STS-69
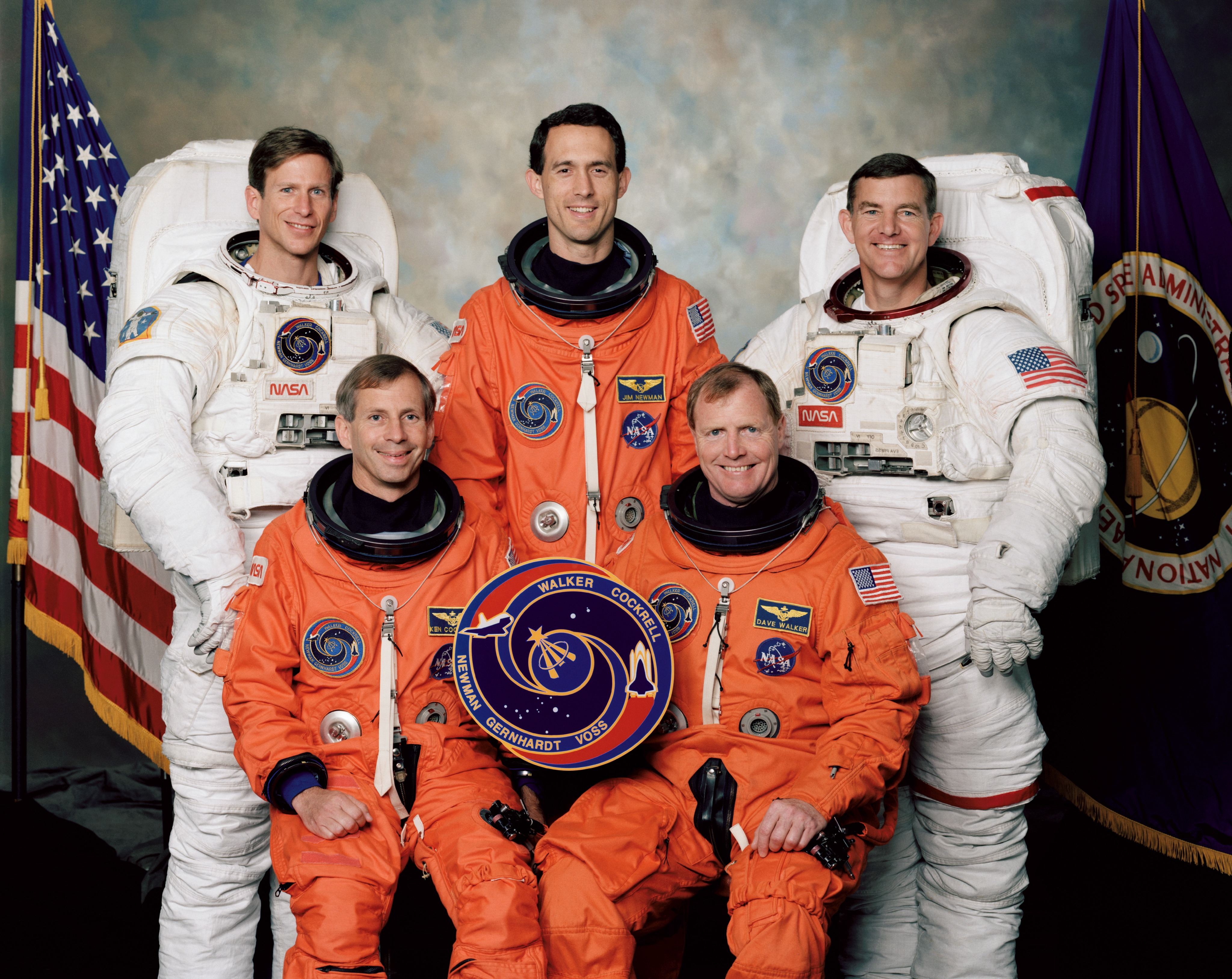
Екіпаж STS-69: зліва направо — сидять: Кокрелл, Вокер; стоять: Гернхардт, Ньюман, Восс
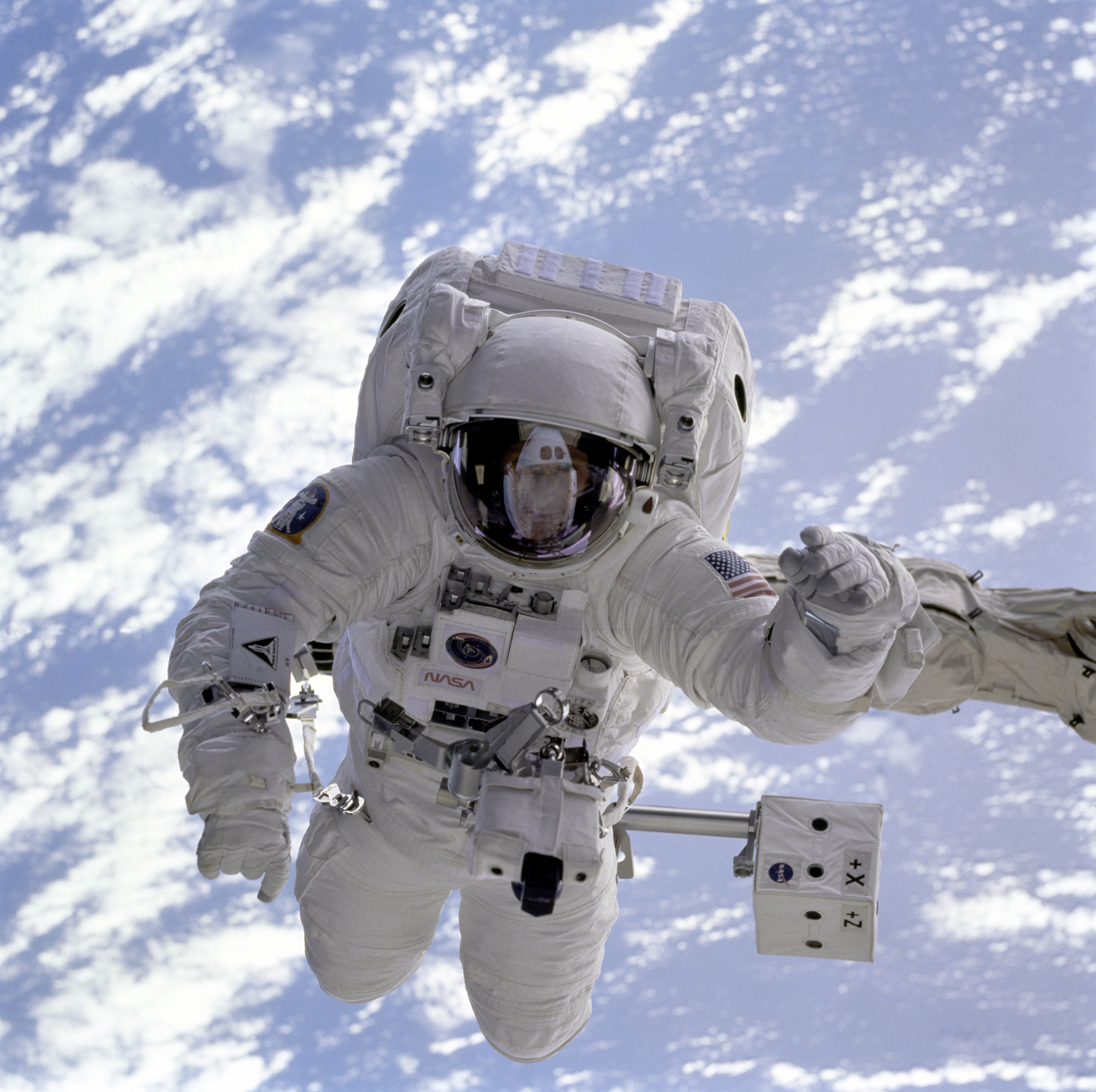
Астронавт Майкл Гернхардт під час виходу у відкритий космос